# Isole Eolie
Le isole Eolie (ìsuli Eoli in siciliano), dette anche isole Lipari, sono un arcipelago appartenente all'arco Eoliano situato nel mar Tirreno meridionale, a nord della costa siciliana, fanno parte della città metropolitana di Messina. Dal 2000 fanno parte dei siti dichiarati patrimonio dell'umanità dall'UNESCO. Di origine vulcanica, l'arcipelago comprende i due vulcani attivi di Stromboli e Vulcano e vari fenomeni di vulcanismo secondario. L'arcipelago è una destinazione turistica molto popolare: attrae infatti fino a 600.000 visitatori annuali.

## Geografia
Le isole Eolie formano un arcipelago, costituito da sette isole vere e proprie, alle quali si aggiungono numerosi isolotti e scogli affioranti dal mare. Le sette isole sono disposte a forma di Y coricata, con l'asta che punta verso ovest; sono ubicate al largo della Sicilia settentrionale, di fronte alla costa tirrenica messinese. Quando la visibilità è ottima e non è presente foschia, sono visibili da gran parte della costiera tirrenica della Sicilia e della parte meridionale di quella calabrese.
Le sette isole sono:
- Lipari (37,6 km² - circa 10.700 abitanti).
- Salina (26,8 km² - circa 2.600 abitanti), con lo Scoglio Faraglione.
- Vulcano, all'estremità sud dell'arcipelago (21 km² - circa 300 abitanti).
- Stromboli, con l'isolotto di Strombolicchio, all'estremità nord-est dell'arcipelago (12,6 km² - circa 500 abitanti).
- Filicudi (9,7 km² - circa 250 abitanti).
- Alicudi, all'estremità ovest dell'arcipelago (5,2 km² - circa 100 abitanti).
- Panarea (3,4 km² - circa 240 abitanti), con gli isolotti di Basiluzzo, Dattilo e Lisca Bianca.

Le isole Eolie, tutte di origine vulcanica, sono situate nel mar Tirreno meridionale di fronte alla costa nord della Sicilia all'altezza di Capo Milazzo, da cui distano meno di 12 miglia nautiche.
La loro posizione geografica è compresa tra:
- 38° 48' 44" N a nord (isola di Stromboli - Sciara del fuoco)
- 15° 14' 35" E a est (isola di Stromboli - località San Vincenzo)
- 38° 21' 59" N a sud (isola di Vulcano - Faro in località Gelso)
- 14° 20' 21" E a ovest (isola Alicudi - costa ovest)

## Storia

### La preistoria
La presenza umana nell'arcipelago risulta sin da epoca molto antica. Le genti preistoriche vennero infatti sicuramente attratte dalla presenza di grandi quantità di ossidiana, sostanza vetrosa di origine vulcanica grazie alla quale le Eolie furono al centro di fiorenti rotte commerciali. I primi insediamenti si ebbero già nell'età neolitica tra il 5500 e il 4000 a.C. precisamente a Lipari e Salina con tracce di vasi ceramici e ossidiana lavorata. L'ossidiana, che a quei tempi era un materiale ricercatissimo in quanto tra i più taglienti materiali di cui l'uomo dell'epoca disponeva, alimentò dei traffici commerciali intensi: anche ad essi si deve ascrivere la notevole prosperità dell'arcipelago in cui fioriscono strutture abitative e villaggi. L'ossidiana liparese è attestata in Sicilia, nell'Italia meridionale, in Liguria, in Provenza e in Dalmazia. A Lipari nacque così un insediamento di notevole ampiezza. L'ossidiana veniva anche trasportata a Salina dove veniva lavorata.
Sempre del neolitico sul pianoro di Rinicedda a Leni (isola di Salina) sono stati scoperti i resti di una capanna con frammenti d'impasto di argilla: non sono tuttavia presenti i tipici fori per i pali posti per sorreggere le strutture delle capanne. Della stessa epoca è l'insediamento di Castellaro Vecchio a Lipari, dove sono state trovate ceramiche appartenenti alla cultura di Stentinello. I vasi erano fabbricati a mano, perché il tornio ancora non esisteva. Le forme e le decorazioni, ottenute usando le mani o dei punteruoli per graffiare la superficie, risultano piuttosto semplici. Vi sono anche decorazioni colorate con fasce rosse importate dall'Italia meridionale. Delle fasi più evolute del neolitico è il ritrovamento proveniente dal promontorio del Milazzese a Panarea di un frammento dipinto con lo "stile di Serra d'Alto". Nel IV millennio a.C., durante il periodo della cultura di Diana legata al villaggio dell'omonima contrada a Lipari, sorsero insediamenti in tutte le isole eccetto Vulcano.
Dell'età del rame (3000-2300 a.C.) vi sono tracce di capanne presso Filicudi, Panarea, Stromboli e Salina. A Stromboli sul Serro Fareddu si trova a 130 m di quota un inserimento della facies di Pianoconte. Mentre a Panarea sul Piano Quartara sono state scoperte delle ceramiche della cultura di Malpasso-S. Ippolito. Tra il XVI e il XIV secolo a.C. le Eolie videro aumentare la loro importanza in quanto poste sulla rotta commerciale dei metalli: in particolare sembra fosse scambiato lo stagno che giungeva via mare dai lontani empori della Britannia e transitava per lo stretto di Messina verso oriente.
Agli inizi del secondo millennio a.C. in Sicilia si afferma la cultura di Castelluccio, mentre nelle Eolie si diffonde la cultura detta di Capo Graziano, dai rinvenimenti dell'isola di Filicudi. La medesima cultura è attestata anche a Lipari e l'abitato è formato di capanne circolari con pareti di pietre a secco, poste sulla rupe, quasi a strapiombo sul mare. Le forme ceramiche di questo periodo sono numerose e si trasformano nel tempo, attestando per il bronzo Medio un forte influsso della cultura di Thapsos detta cultura del Milazzese. Le influenze dalle aree della Sicilia centro meridionale perdurano sino al bronzo recente. Per l'età del Bronzo si rilevano anche importazioni dal mondo Miceneo e dal Vicino Oriente. Successivamente è documentata una diversa cultura, di tipo villanoviano con tombe in situle e in vasi biconici, detta dell'Ausonio I e dell'Ausonio II, perché propone forme attestate anche nella penisola Italiana e forse da essa importate. Lipari fu poi colonizzata da un gruppo di Greci (Cnidi e Rodii), intorno al 580 a.C., e nel mondo greco si identificò l'Arcipelago con le isole Eolie, Αιόλιαι, note ad Omero e considerate la dimora del dio dei venti, Eolo.

### Il periodo greco e romano
Anche nel periodo greco l'Arcipelago rappresentò un punto nodale di incontro tra Tirreni (Etruschi), Fenici (Cartaginesi) e Greci (sia di Grecia propria che della Magna Grecia e della Sicilia, con particolari legami con le città dello Stretto e con Siracusa). Le ricche necropoli di Lipara hanno restituito vasi e materiali di importazione dalla Grecia (di Corinto, di Atene e della Ionia) e produzioni locali sfarzose. Di particolare interesse sono sia le terrecotte (mascherette teatrali e pinakes votivi) che le produzioni vascolari nel IV sec. caratterizzate da crateri di importazione siceliota e campana e nel III da una pregevole produzione locale con ricco cromatismo.
Durante la prima guerra Punica le isole furono teatro degli scontri tra Roma e Cartagine e Lipara fu conquistata da Roma nel 252 a.C.. In epoca romana le Eolie divennero centri di commercio dello zolfo, dell'allume e del sale, del vino e del garum. Anche in questo caso le ricche oreficerie e i corredi tombali con olle di vetro e frammenti riconducibili a sarcofagi ed a statue funerarie dimostrano un buon livello di vita, probabilmente connesso alla diffusione del latifondo senatorio.

### Le successive dominazioni
Nell'836-837 l'arcipelago è assaltato dall'armata di Al-Fadl ibn Ya'qub (poi sostituito a settembre dal nuovo governatore aghlabide Abû 'l-Aghlâb Ibrahim ibn Allah, cugino dell'emiro Ziyadat Allah I). La flotta musulmana condotta da al-Fadl ibn Yaʿqūb devasta le Isole Eolie ed espugna diverse fortezze sulla costa settentrionale della Sicilia, tra cui la vicina Tyndaris. Nell'XI secolo Lipari è conquistata dai Normanni che vi impostano una abbazia benedettina e con Ruggero II la elevano a sede vescovile.
Nel 1544, quando la Spagna dichiara guerra alla Francia, il re francese Francesco I chiede aiuto al sultano ottomano Solimano il Magnifico. Questi manda una flotta comandata da Khayr al-Din Barbarossa che attacca le isole Eolie, uccidendo e deportando molti dei suoi abitanti. Secondo il suo disegno le Eolie avrebbero dovuto essere l'avamposto dal quale attaccare Napoli.
Nel corso dei secoli successivi, soprattutto a partire dalla seconda metà del XVI secolo, l'arcipelago venne ripopolato con coloni provenienti principalmente dalla Sicilia e dalle regioni italiane peninsulari del basso Tirreno (Calabria e Campania), i quali rinfoltirono significativamente la popolazione delle isole, andandosi a sommare all'assai meno folto gruppo di isolani nativi sopravvissuti alle devastazioni ottomane e ancora ivi residenti. In epoca borbonica l'isola di Vulcano venne utilizzata come colonia penale per l'estrazione coatta di allume e zolfo.

## Origine dei nomi
- Lipari: in greco antico Lipàra (Λιπάρα ossia grassa, fruttifera) o Meligunìs (Μελιγουνίς, nome che sembra far riferimento al miele, in greco antico méli, μέλι). Secondo un'altra ipotesi il nome deriverebbe da un tema mediterraneo da cui anche il francese libe, col significato di "blocco di pietra".
- Salina: in greco antico Didỳmē (Διδύμη ossia gemella, in riferimento alle due principali montagne dell'isola, simili tra loro). L'attuale nome si riferisce invece a un laghetto di acqua salata in località Lingua, un tempo usato come salina.
- Vulcano: in greco antico Hierà (Ἱερά ossia sacra). L'isola era consacrata al dio Efesto, chiamato Vulcano dai romani. Da quest'ultimo deriva l'attuale nome dell'isola.
- Stromboli: in greco antico Stronghỳlē (Στρογγύλη ossia rotonda).
- Filicudi: in greco antico Phoinicṑdēs (Φοινικώδης ossia "delle palme") o Phoinicùssa (Φοινικοῦσσα); entrambi i nomi derivanti da fόinix, φοῖνιξ che indica la palma nana, ma anche la porpora.
- Alicudi: in greco antico Ericṑdēs (Ἐρικώδης) o Ericùssa (Ἐρικοῦσσα), con riferimento alla pianta dell'erica, in greco antico erìkē o eréikē, ἐρίκη o ἐρείκη.
- Panarea: in greco antico Euṑnymos (Eὐώνυμος ossia "di buon nome, di buona fama"). Il nome attuale, di etimologia incerta, è attestato per la prima volta nella Cosmografia ravennate nel VI-VII secolo come Pagnarea.

### Origine mitologica
Le isole prendono nome dal dio Eolo (Àiolos, Αἴολος in greco antico), re dei venti. Secondo la mitologia greca, Eolo riparò su queste isole: viveva a Lipari e riusciva a prevedere le condizioni del tempo e i venti osservando la forma del fumo sbuffato da un vulcano attivo, probabilmente Stromboli. Grazie a questa abilità, Eolo si guadagnò grande popolarità e la fama di re dei venti, dando alle isole il suo nome. Secondo Plinio, dai greci queste isole venivano chiamate anche Efestiadi (Hephaistiàdēs, Ἡφαιστιάδης ossia vulcanico) e conseguentemente, dai romani, assieme a Aeoliae e Lipari, Volcaniae. Il nome Lipari, invece, secondo il mito proverrebbe da Liparo, eroe eponimo che colonizzò l'isola e ne divenne il re.

## Geologia
Le isole Eolie costituiscono un sistema vulcanico determinato dalla subduzione della litosfera oceanica sotto quella continentale, determinandone la fusione con liberazione di magma che, giunto in superficie, forma un arco insulare, l'arco Eoliano, lungo 200 km e composto, oltre che dalle sette isole vulcaniche emerse, dai monti sottomarini Alcione, Lametini, Palinuro, Glabro, Marsili, Sisifo, Eolo, Enarete.

## Suddivisione amministrativa
A livello amministrativo, l'arcipelago eoliano appartiene a quattro comuni della città metropolitana di Messina: Leni, Malfa e Santa Marina Salina sono situati sull'isola di Salina, mentre il comune di Lipari controlla le rimanenti isole.
| Comune              | Popolazione |
| ------------------- | ----------- |
| Leni                | 708         |
| Lipari              | 11 549      |
| Malfa               | 1 001       |
| Santa Marina Salina | 894         |

La più popolata è l'isola di Lipari. Seguono, nell'ordine, Salina, Stromboli, Vulcano, Filicudi, Panarea e Alicudi.

## Fauna
Nel 1990 il geologo siciliano Sergio Cucchiara ha identificato una nuova specie di lucertola sullo scoglio La Canna, vicina a Filicudi: la Podarcis raffonei sottospecie Cucchiarai, registrata all'Università di Palermo ed anche al British Museum di Londra. Sono in seguito state riscontrate altre sottospecie di tale lucertola presso lo Scoglio Faraglione di Salina, Strombolicchio e l'isola di Vulcano. Nell'anno 2000 le Isole Eolie sono state insignite del titolo di Patrimonio dell'umanità da parte dell'UNESCO, come riserva della biosfera nonché come patrimonio culturale.

## Flora
Le Isole Eolie sono caratterizzate da diverse piante endemiche, alcune esclusive delle isole stesse, altre presenti anche in ambienti vulcanici simili della penisola italiana. La flora locale comprende sia specie tipiche della macchia mediterranea, sia esempi di specie vegetali pioniere, capaci di colonizzare substrati vulcanici poveri e instabili.
A seguire un esempio di vegetazione eoliana: Cytisus aeolicus, Eokochia saxicola (una delle piante più rare d'Italia), Centaurea aeolica, Bituminaria basaltica, Erysimum brulloi, Silene hicesiae, Genista tyrrhena subsp. tyrrhena.

## Trasporti
Le isole sono raggiungibili con traghetto o aliscafo da Cefalù, Capo d'Orlando, Patti, Vibo Valentia, Messina, Milazzo, Palermo, Sant'Agata di Militello, Salerno, Reggio Calabria, Tropea, Napoli e Cetraro.

## Cultura
Le diverse "culture" dell'arcipelago eoliano sono attestate e illustrate nel Museo archeologico regionale eoliano, nel quale sono conservati reperti dall'età preistorica (sin dal 5000 a.C.) alla greco-romana (dal VI sec. a.C. al VI d.C.) e medievale (età bizantina e normanno-sveva) illustrate da una ricchissima produzione di testi specialistici e didattici e nelle sue sedi distaccate di Filicudi e Panarea. Il museo, fondato da Luigi Bernabò Brea e dalla moglie Madeleine Cavalier, è costituito da tre grandi edifici dedicati alla Preistoria, alla città greco-romana, alle Iscrizioni e alla documentazione degli aspetti vulcanologici dell'arcipelago.

## Galleria d'immagini

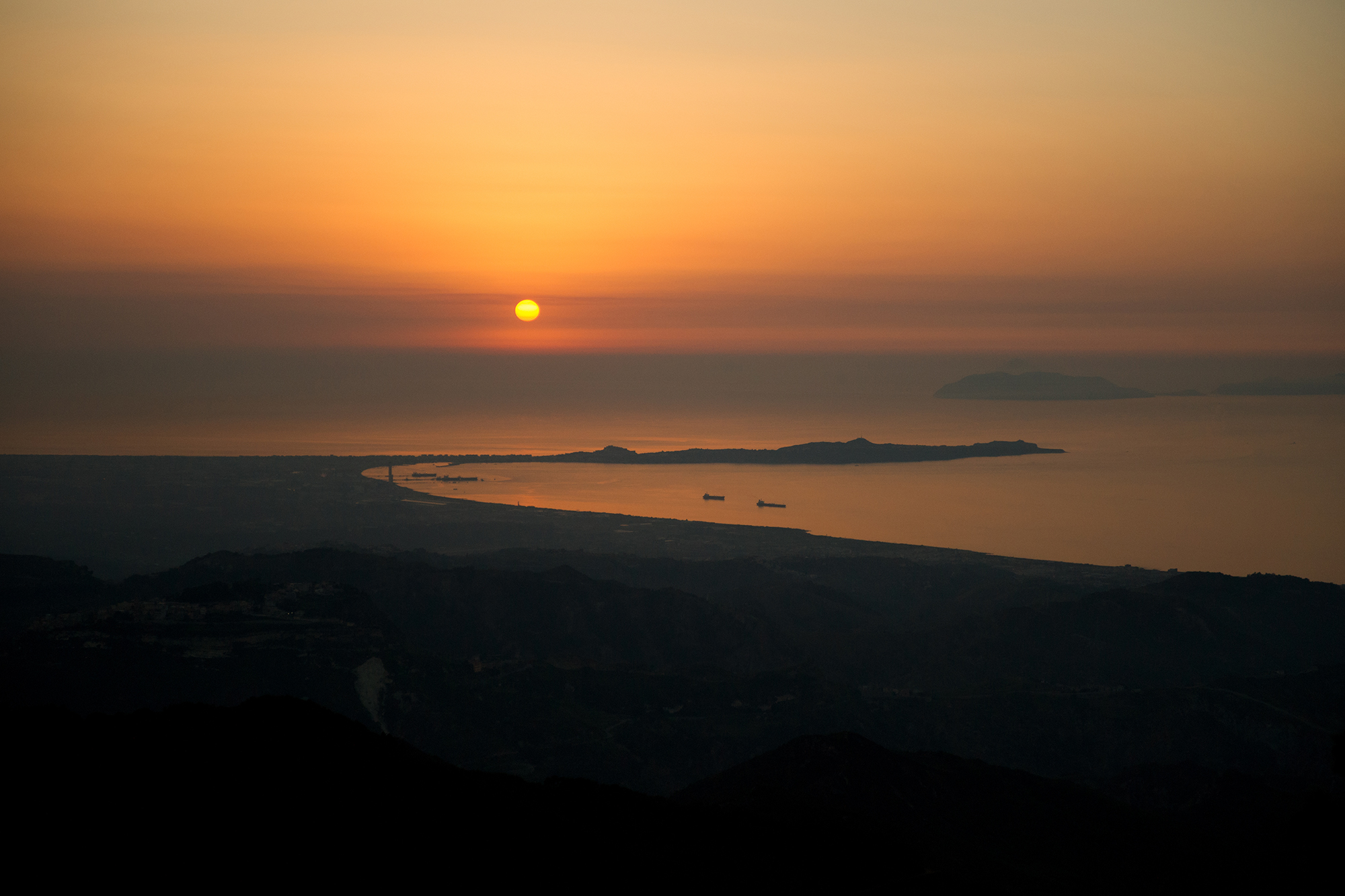
Golfo di Patti e Golfo di Milazzo al tramonto. Sulla destra si intravedono Vulcano e Lipari
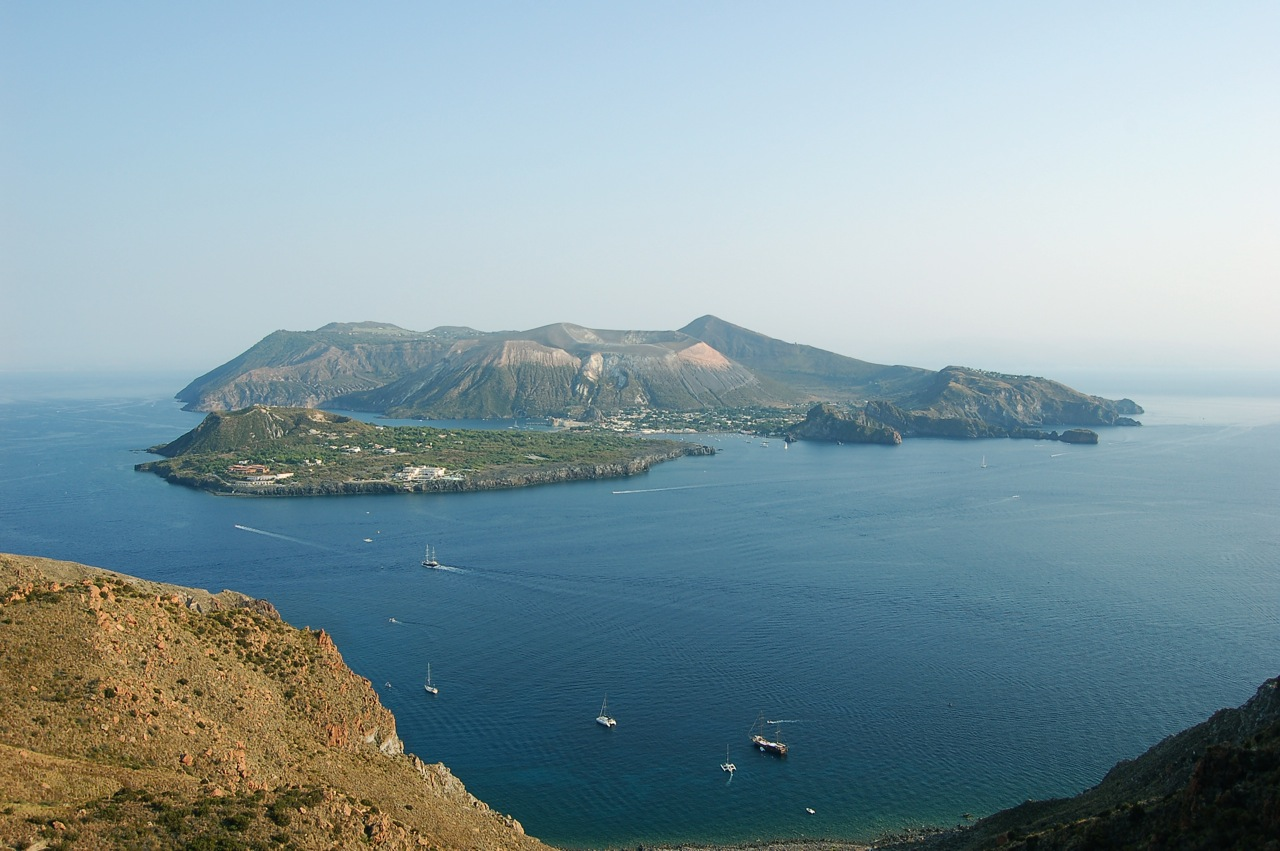
Vista di Vulcano dall'osservatorio di Lipari
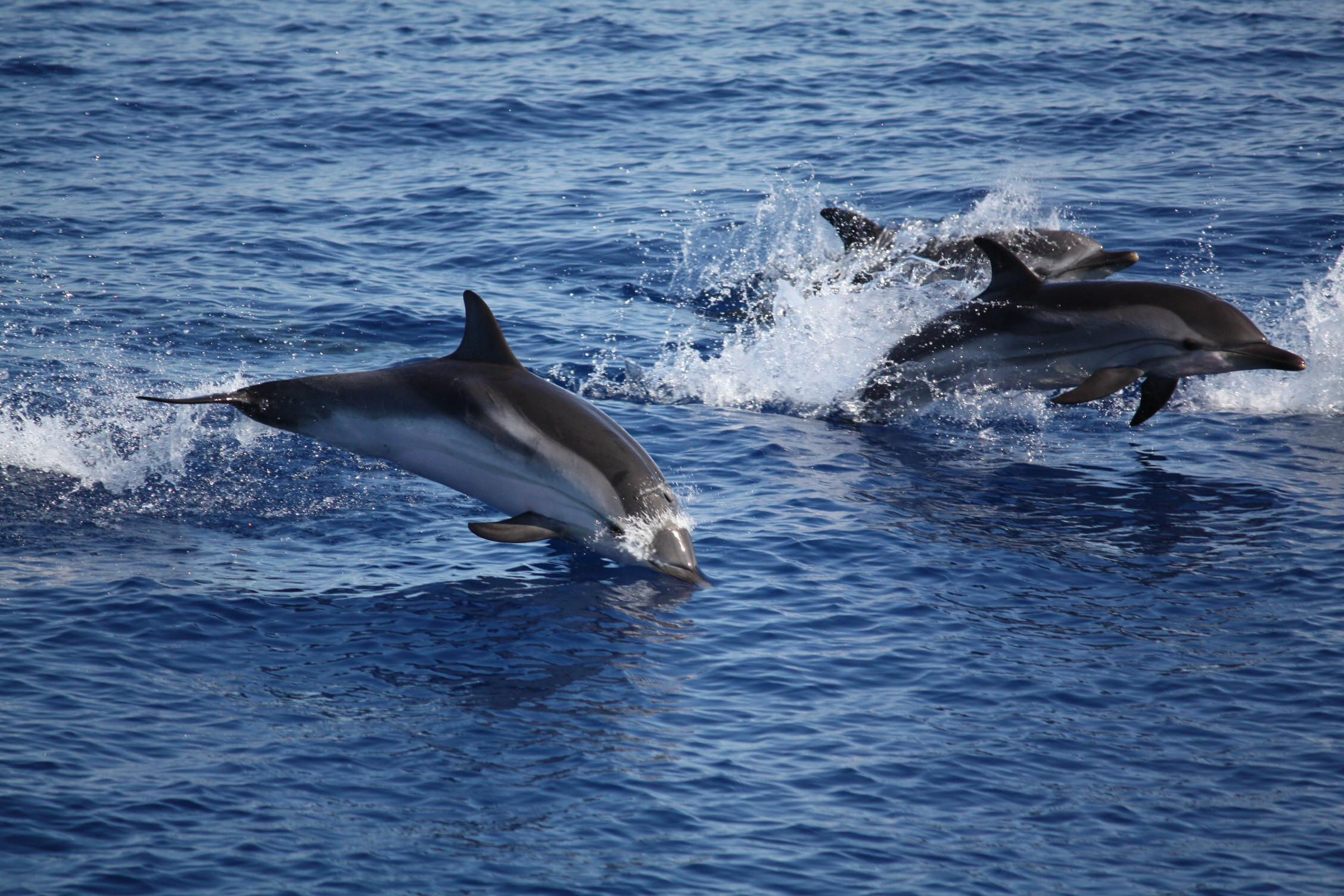
Delfini tra Panarea e Stromboli
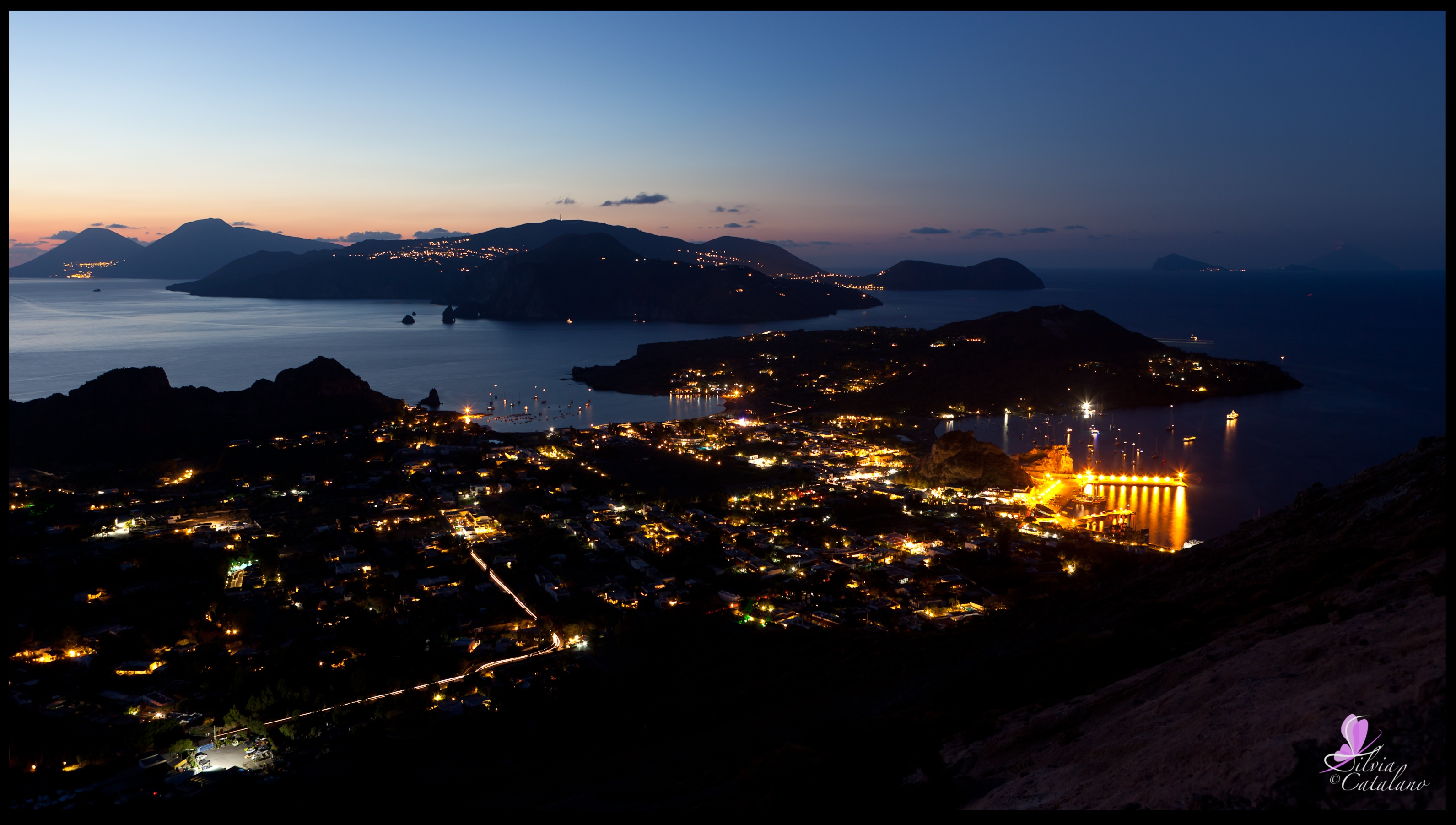
Vista notturna delle Eolie
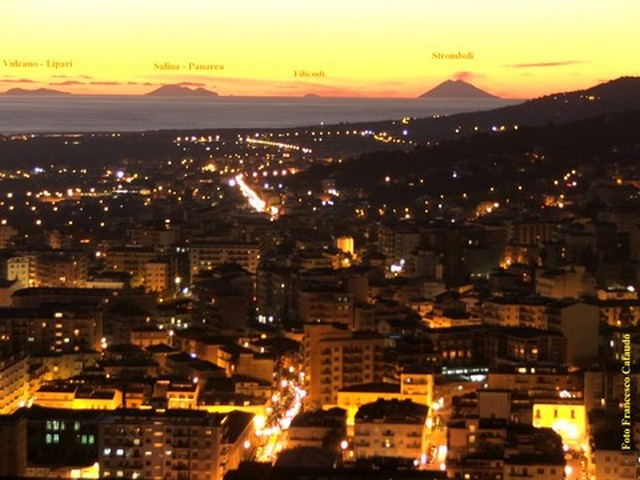
Isole Eolie viste da Lamezia Terme
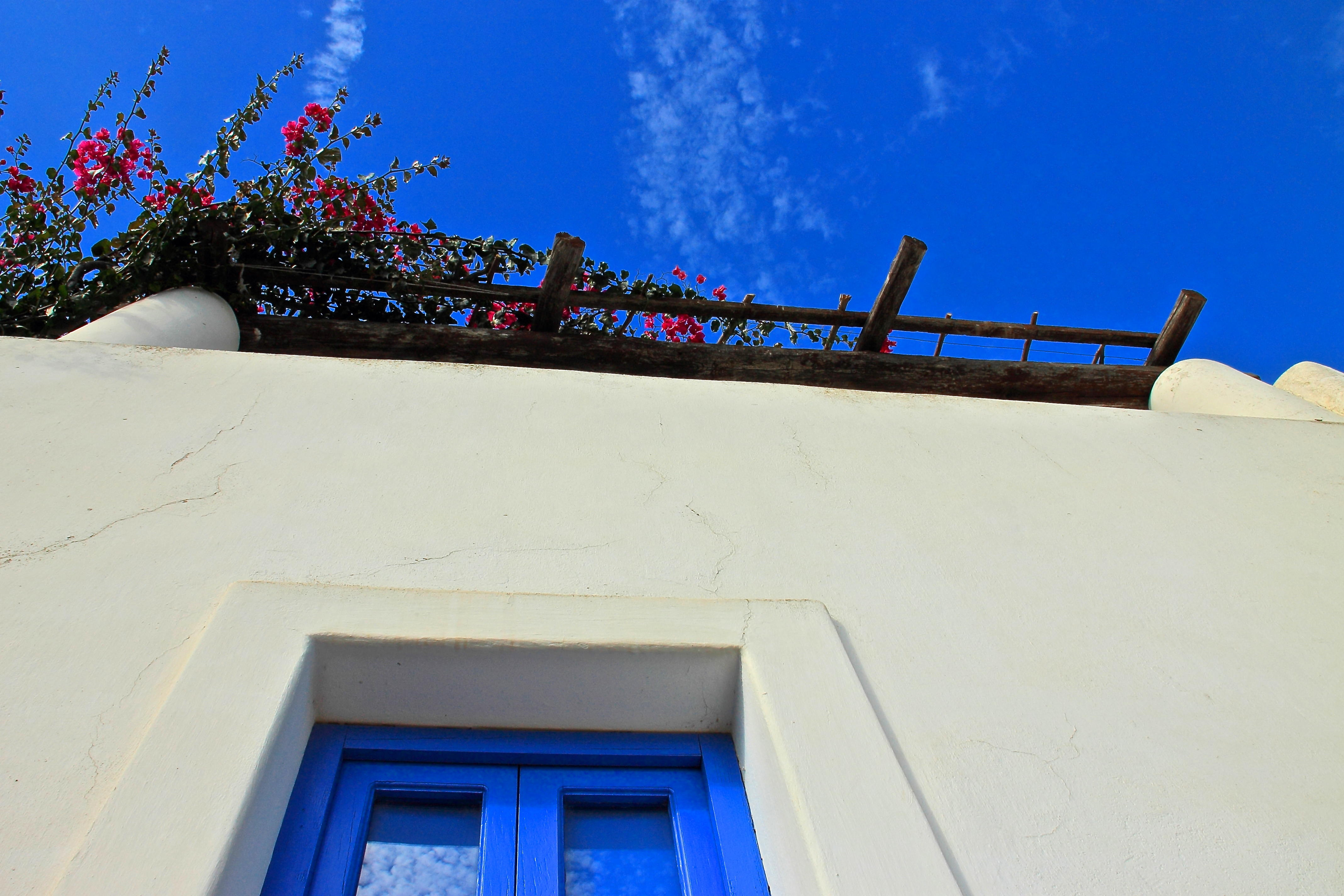
Un'abitazione eoliana
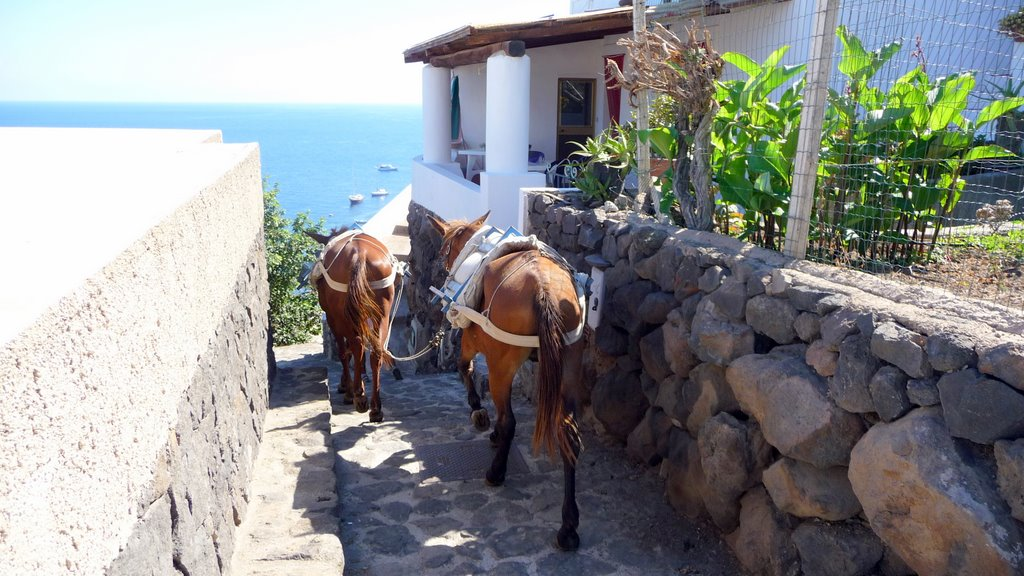
Gli asini rappresentano ancora un mezzo di trasporto nelle zone prive di strade, soprattutto delle isole minori
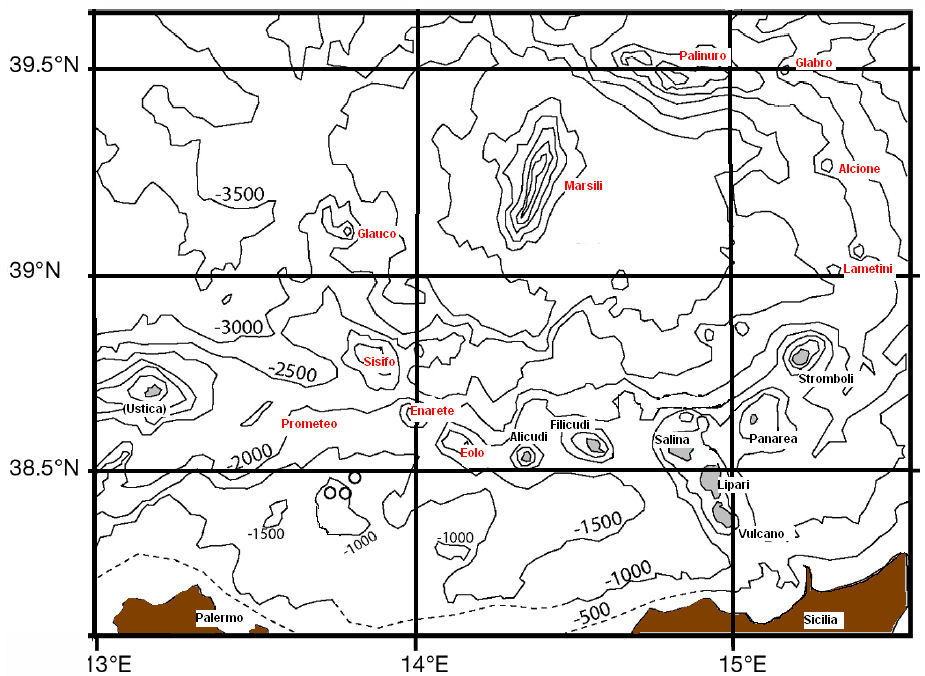
Arco Eoliano, con linee di costa e isobate di 500 m. Isole Eolie in grigio e nome in carattere di colore nero; montagne sottomarine in carattere di colore rosso.